# Tomas Masiulis
Tomas Masiulis (Kaunas, 19 settembre 1975) è un allenatore di pallacanestro ed ex cestista lituano.
È il padre di Gytis, a sua volta cestista.

## Carriera
Con la Lituania ha disputato i Campionati mondiali del 1998, i Campionati europei del 1999 e i Giochi olimpici di Sydney 2000.

## Palmarès

### Giocatore
- Campionato lituano: 5

Žalgiris Kaunas: 1995-96, 1996-97, 1997-98, 1998-99, 2000-01
- Coppa di Polonia: 1

Prokom Sopot: 2006
- Coppa dei Campioni: 1

Žalgiris Kaunas: 1998-99
- Coppa Saporta: 2

Žalgiris Kaunas: 1997-98
Mens Sana Siena: 2001-02
- Lega Nord Europea NEBL: 1

Žalgiris Kaunas: 1999